# يوسف معيمران
يوسف معيمران أو جوزيف معيمران تاجر يهودي مغربي تولى منصب شيخ اليهود ومنصب الصدر الأعظم بين 1672 - 1683م في عهد السلطان العلوي مولاي إسماعيل.

## مسيرته
وصل خبر وفاة المولى مولاي الرشيد إلى التاجر الثري معيمران قبل أن يصل البريد الرسمي للمولى إسماعيل، عبر رسول بعثه أخوه ميمون القاطن بمراكش. فعرض معيمران على المولى إسماعيل مساعدته ماديا، وتوفير العتاد والرجال له من أجل أن يضمن انتقال الحكم، حيث كان يراه الأحق بالحكم، نظرا لخبرته التي اكتسبها بقربه من أخيه السلطان المتوفى.
اقترض منه السلطان المال وأعد الجيش وتوجه به إلى مدينة فاس ودخلها غازيا سنة 1672م وبويع هناك. وإكراما له، جعله خادما للقصر، المتحكم في التعيينات الداخلية والسياسة الخارجية للتفاوض مع الدول الأوربية وفي وضع بعض القوانين. وفي تقرير لسفير هولندا بالمغرب بعثه إلى حكومته يقول واصفا معيمران وسطوته داخل البلاط الملكي « إن حظوة معيمران لدى الملك لا تعادلها سوى الحظوة التي كان ينعم بها العظيم كولبير في فرنسا».
قام السلطان بنقل عاصمة المغرب من فاس إلى مكناس وشجع على استقرار اليهود بها وقام بتوسيع الحي اليهودي وبناء حي آخر يستجيب للنمو الديموغرافي، خاصة في ظل الهجرة اليهودية نحو العاصمة الإسماعيلية، نتيجة الأمن ووجود مسؤولين كبار من اليهود في السلطة، أبرزهم يوسف معيمران.
تم اغتيال معيمران، وتتضارب الروايات بشأن اغتياله، الذي قد يكون على يد لصوص أو بعض منافسيه من داخل القصر، نظرا لما كان يتمتع به من حظوة من السلطان، وتكشف الموسوعة اليهودية أن السلطان مولاي إسماعيل قتله بعد أن تقوى نفوذه في أوساط القصر، فأحس السلطان أن سطوته ومكانته أصبحت مهددة من طرف معيمران، خاصة مع استياء الفقهاء من يهودي يدير شؤون المسلمين، بينما تميل روايات أخرى إلى أن اغتيال يوسف معيمران كان بأمر من السلطان شخصيا، بعد عجزه عن دفع المال الذي أقرضه إياه. بعد وفاته تولى ابنه إبراهيم معيمران المهام نفسها داخل القصر ، بل وأتيحت له سلطات أكبر من والده، لكن سرعان ما تم اغتياله بدوره في ظروف غامضة.